# Ye Banished Privateers
Ye Banished Privateers est un groupe suédois de folk, originaire d'Umeå.

## Histoire
Le groupe est formé à Umeå en 2008 par Björn Malmros et Peter Mollwing, qui ont rassemblé plusieurs autres musiciens avec l'idée de jouer de la musique folk de marins. Leur premier album auto-produit, Songs and Curses, sorti le 19 septembre 2012 à l'occasion de la journée internationale Talk Like a Pirate. Après avoir donné plusieurs concerts dans leur pays d'origine, ils entament une tournée en Allemagne en 2014. La même année, le 12 septembre, ils sortent The Legend of Libertalia, leur deuxième album studio, sur Totentanz Records. En 2015 et 2016, ils tournent principalement en Suède, en Allemagne et aux Pays-Bas.
Ils annoncent leur troisième album en 2016, mais la sortie est reportée jusqu'au 30 juin 2017. First Night Back in Port sort finalement lorsqu'ils signent un accord avec le label Napalm Records,.
En 2020, Ye Banished Privateers sort son quatrième album Hostis Humani Generis. Le nom de l'album, qui signifie « ennemi de l'humanité » en latin, est un terme souvent utilisé pour décrire les pirates maritimes, des étrangers à la société et une menace pour le statu quo. En raison de la pandémie de Covid-19, le groupe n'est pas en mesure de sortir l'album comme prévu et a plutôt diffusé un concert en direct, un événement en ligne auquel 12 000 fans participent.
Le 3 décembre 2021, le groupe sort un album spécial de Noël intitulé A Pirate Stole My Christmas, qui reprenait des classiques des fêtes de fin d'année en leur donnant une nouvelle tournure pirate. 

## Discographie

### Albums studio
- 2012 : Songs and Curses
- 2014 : The Legend of Libertalia (Totentanz Records)
- 2017 : First Night Back in Port (Napalm Records)
- 2020 : Hostis Humani Generis (Napalm Records)
- 2021 : A Pirate Stole my Christmas (Napalm Records)

### Samplers
- 2013 : The Swashbuckling Sound of Pirates – Der Grosse Piraten Entertainment Markt – 20 Pieces of Scurvy Seasongs (Totentanz Records)
- 2014 : Best of MPS 2014 (Totentanz Records)

### Apparitions d'invités
- 2024 : Cheers My Friend (feat. Fiddlers Green) (sur Herzblut) par d'Artagnan